# Муксут (Иркутская область)
Муксут — деревня в Нижнеудинском районе Иркутской области

## География
Деревня находится в 6 км от Нижнеудинска

## Население
По данным Всероссийской переписи населения 2010 года население НП составило 76 человек

## Власть
Деревня в административном плане относится к Усть-Рубахинскому муниципальному образованию Нижнеудинского района
Иркутской области